# Boundin’ – Ein Schaf ist von der Wolle
Boundin’ – Ein Schaf ist von der Wolle ist ein fünfminütiger animierter Kurzfilm aus dem Jahr 2003, der von den Pixar Animation Studios produziert wurde und als Vorfilm der Pixar-Produktion Die Unglaublichen – The Incredibles in die Kinos kam.

## Handlung
Der Film handelt von einem Schaf, das im amerikanischen Westen lebt. Es hat ein wunderschönes Fell und kann durch seinen Tanz alle anderen Tiere begeistert zum Tanzen mitreißen. Als eines Tages der Schafhirte kommt, nimmt er das Schaf, schert es und lässt es anschließend nackt zurück. Es schämt sich nun und verliert dadurch seine Fähigkeit, die anderen Tiere durch seinen Tanz zu begeistern. Zudem lachen ihn die anderen auch noch aus.
Als es sich weinend zurückgezogen hat, kommt ein Jackalope vorbei und nimmt sich seiner an. Er lehrt das Schaf durch ein Lied, wie es dem ewigen Auf und Ab des Lebens begegnen muss. Das Schaf nimmt sich diese Worte zu Herzen und sein Lebensmut kehrt zurück, ebenso seine Fähigkeit zu tanzen. Als seine Wolle nachgewachsen ist und der Schäfer erneut kommt, begegnet ihm das Schaf mit Gleichmut und lässt sich von der Schur und dem Zustand der Nacktheit anschließend nicht mehr beeindrucken und tanzt einfach weiter.

## Auszeichnungen
- Annie Award als bester animierter Kurzfilm
- Oscar-Nominierung als Bester animierter Kurzfilm, 2004